# Autorail grande capacité
De autorail grande capacité, vaak afgekort als AGC, is een type treinstel gebouwd door Bombardier in Crespin, voor regionale diensten bij Transilien en bij TER-netwerken in heel Frankrijk. Afhankelijk van het type trein wordt de AGC elektrisch aangedreven, met dieselmotoren, of bi-mode met wisselmogelijkheid tussen diesel en elektrische aandrijving. Het materieel is erg modern qua interieur, exterieur en technisch vlak. De modulariteit van de AGC biedt elke Franse regio de mogelijkheid om te kiezen tussen het aantal wagons (3 of 4) en interieur (eerste klas, bistro, fietsenrekken, etc.)

## Types

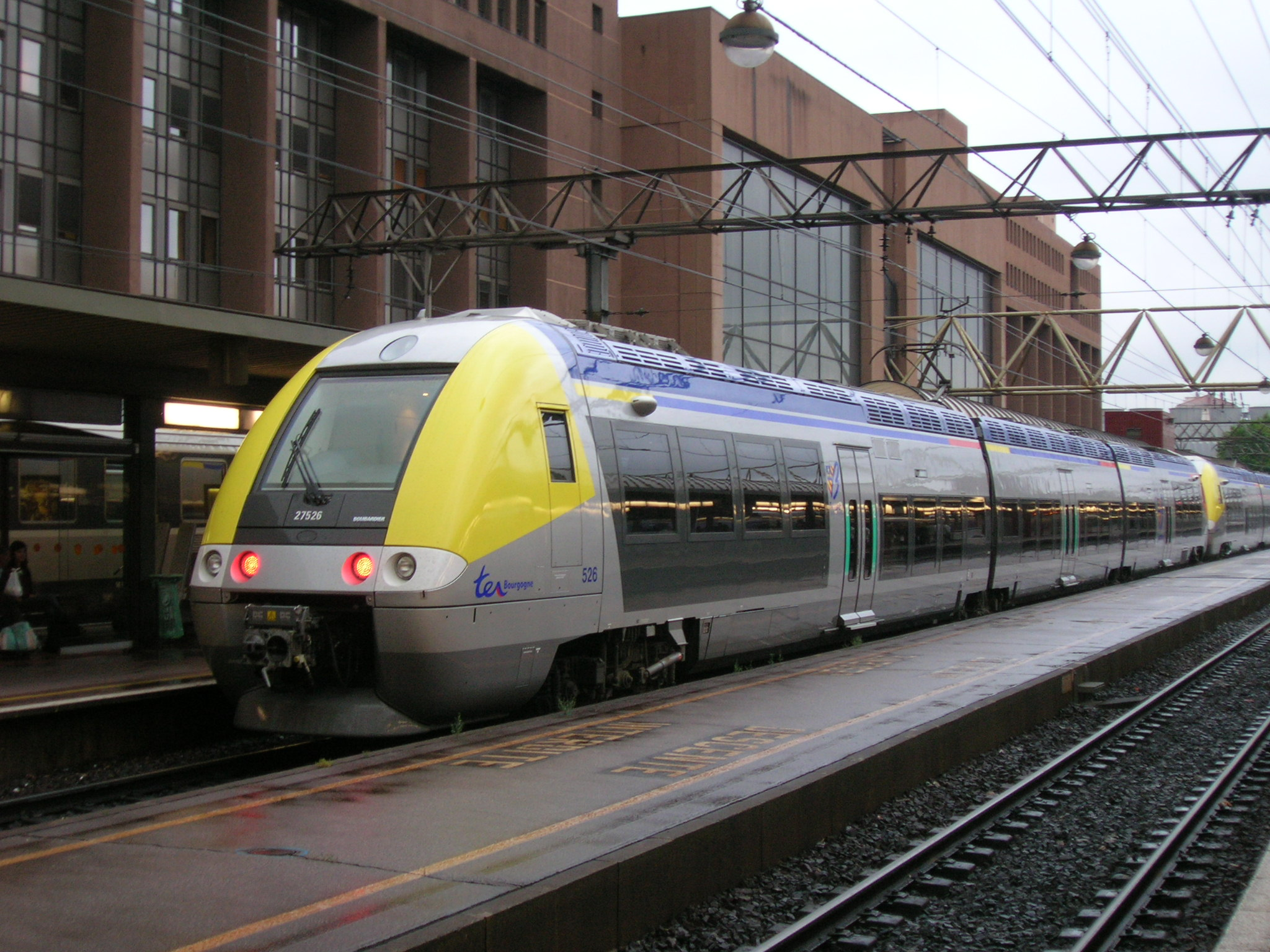
Treinstel Z 27525/26 op station Part-Dieu te Lyon.

De serie omvat deze verschillende varianten:
- X 76500: dieselversie, bijnaam XGC
- Z 27500: elektrische versie, bicourant 1500 V = en 25 kV 50 Hz ~, bijnaam ZGC
- B 81500: bi-mode-versie, dat wil zeggen dat hij diesel-elektrisch aangedreven wordt, maar ook de mogelijkheid heeft om zijn stroom van met 1500 V = geëlektrificeerde bovenleiding te halen. Bijnaam BGC
- B 82500: vrijwel gelijk aan de B 81500 serie, verschillen zijn de mogelijkheid om ook 25 kV 50 Hz ~ te gebruiken en de vaststaande lengte van 4 wagons. Bijnaan BBGC of BiBi.

## Beschrijving

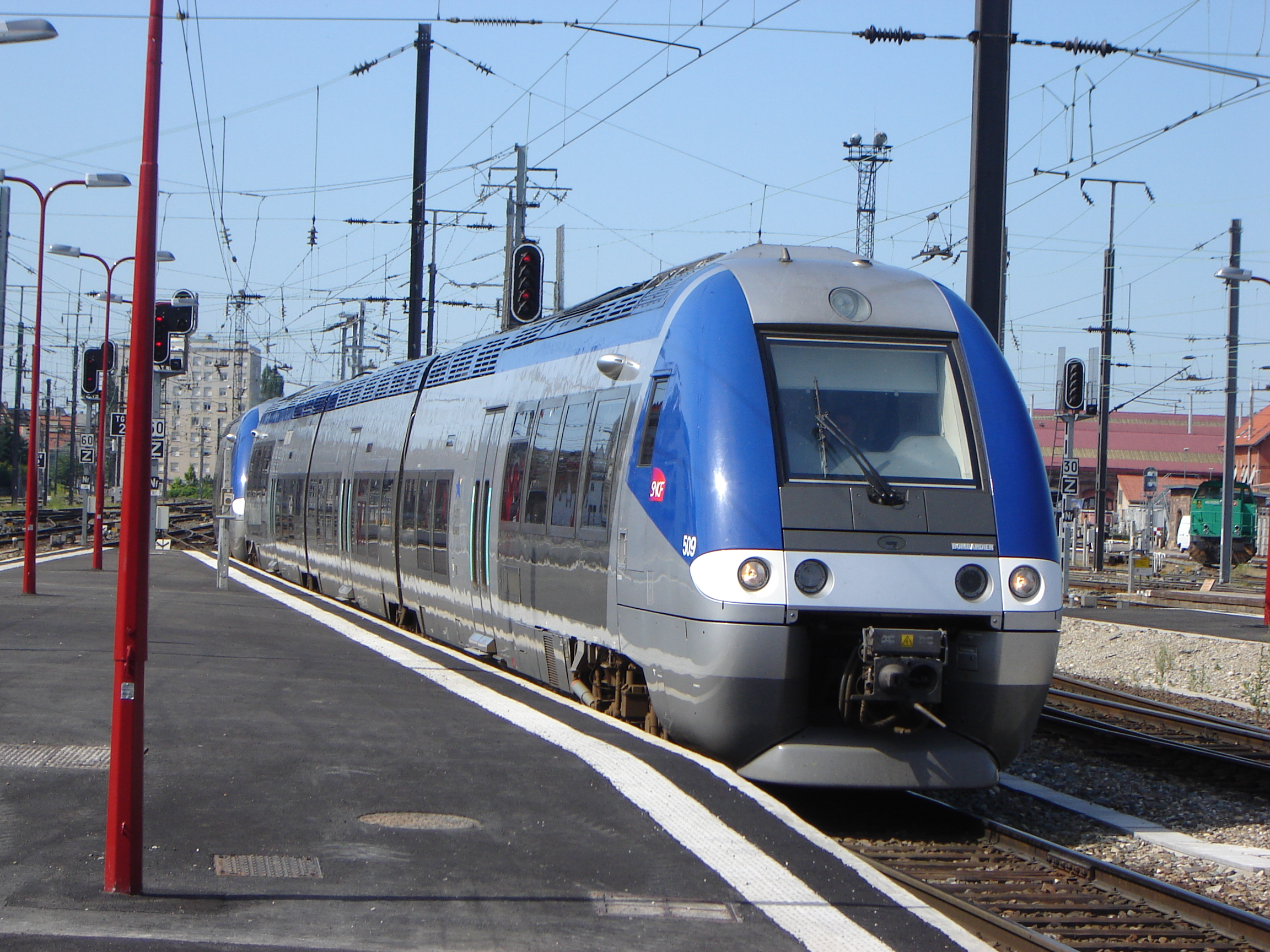
Een AGC op station Strasbourg-Ville

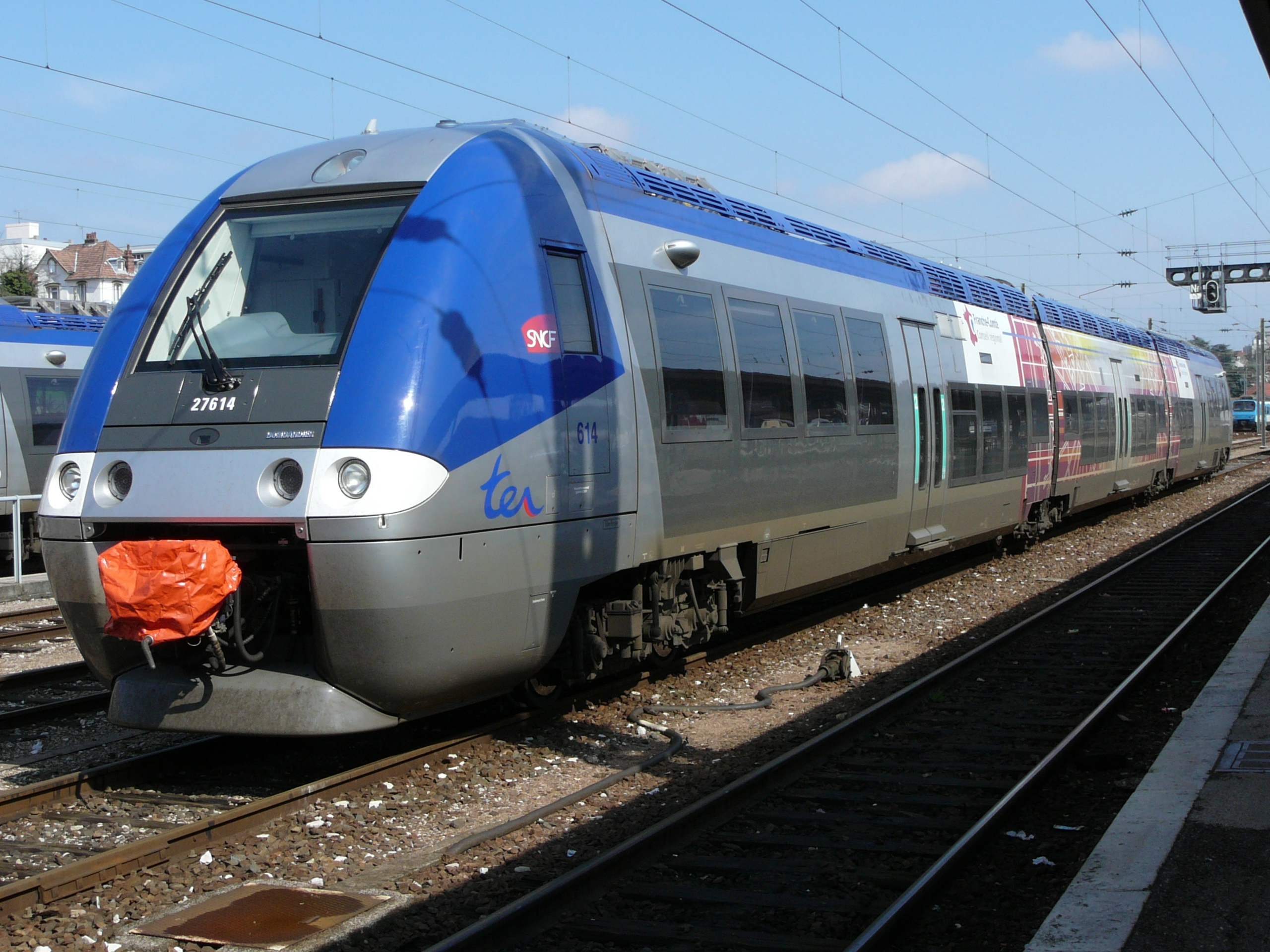
Een ZGC op station Besançon-Viotte

De AGC maakt gebruik van Jacobsdraaistellen.

### Visuele herkenning
- X 76500:
  - drie of vier wagons
  - koelinggaten boven de deuren
  - geen pantografen
- Z 27500:
  - drie of vier wagons
  - geen koelinggaten boven de deuren
  - 2 pantografen
- B 81500:
  - drie of vier wagons
  - koelinggaten boven de deuren
  - 1 pantograaf
- B 82500:
  - standaard vier wagons
  - koelinggaten boven de deuren
  - 2 pantografen

### Koppeling

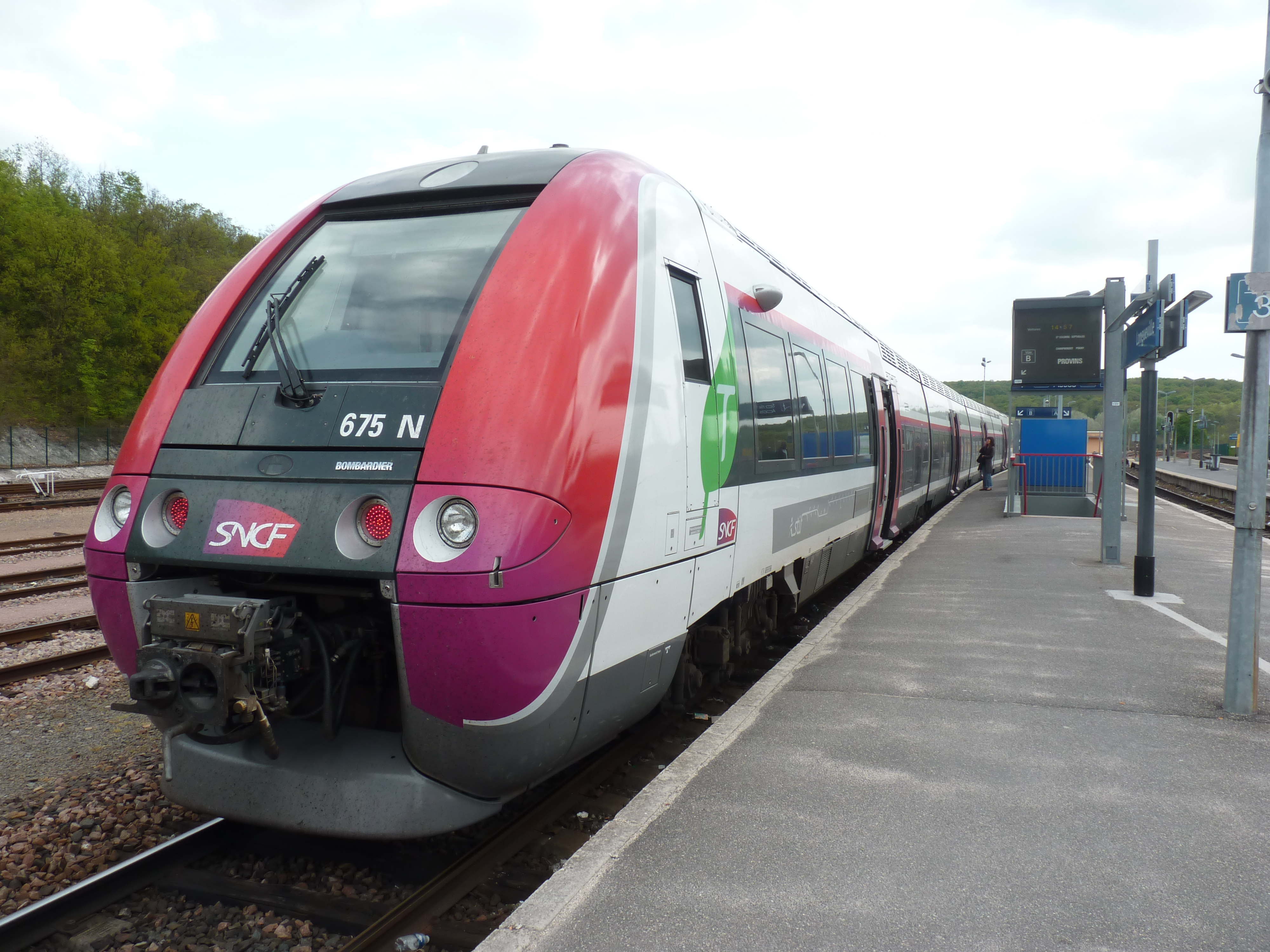
Een Bi-Bi op station Longueville, in de Transilien-"carmillon"-kleuren uit de regio Île-de-France

De AGC-treinstellen kunnen tot drie eenheden gekoppeld worden.

### Maximumsnelheid
De AGC-treinstellen kunnen tot 160 km/h rijden.

## Levering
De eerste trein werd in 2004 geleverd aan de toenmalige regio Midi-Pyrénées, zijnde treinstel B 81501/02. Aan het einde van 2006 waren er iets meer dan 200 treinen geleverd van de 700 geplande. Op 14 januari 2008 waren er al 314 geleverd, waaronder de eerste beroemde BiBi-treinstellen (B 82500) voor de regio's:
- Champagne-Ardenne
- Poitou-Charentes
- Île-de-France

In 2009 concentreerde de levering van de "Bi-Bi"-treinstellen zich op de regio's:
- Rhône-Alpes
- Nord-Pas-de-Calais

Eind april 2008 waren de helft van het geplande aantal treinen, 350, geleverd.
Op 12 februari 2009 waren er 463 treinen in de commerciële dienst. De 500e was gepland voor de lente van 2009. Op 18 september 2009 waren 539 treinen officieel geschikt voor commerciële dienst.
Op 15 juni 2011 werd het laatste treinstel ceremonieel overgedragen aan zijn exploitant TER Nord-Pas-de-Calais.